# シークレットラブ (仮)
『シークレットラブ（仮）』は、2024年7月26日にHOOKSOFTから発売されたアダルトゲームである。
本作は、SMEEの『カノジョ*ステップ』と同様のシステムが採用されており、ヒロインと結ばれて個別ルートに入る際、周囲に恋人関係を明かすと従来のHOOKSOFT作品に近い内容の「純愛ルート」に、そうでない場合は性的描写の強い「インモラルルート」に進む仕組みとなっている。また、本作ではマップ画面からヒロインのアイコンを選択する方式が取られている。

## あらすじ

### プロローグ
主人公は、ある日げた箱から差出人不明のラブレターを見つける。
待ち望んだモテ期が来たと胸を躍らせた矢先、同級生の赤塚 ハル、同じ委員会に所属する名取 美沙、幼馴染の佐和 ちあき、そして、後輩の桃内 楓から同時に告白される。
元々4人は主人公に好意を抱いていたことに加え、学園では「学園祭を一緒にまわったカップルは必ず恋人になれる」という噂があり、一斉に主人公へアプローチをかけてくる。

### ハルルート
純愛ルート
主人公とハルは行動を共にするようになり、周囲から羨望の目で見られるようになった。
インモラルルート
好きな人と直接触れ合いたいと考えていたハルは、周囲の目を盗んで主人公にスキンシップをしてくる。もともとハルはごまかしが下手であるため、周囲からの追及に際してつい漏らしそうになり、主人公が気をもむことも増えてきた。

### 美沙ルート
純愛ルート
美沙は主人公以外に対し清楚なところしか見せてこなかったため、2人が結ばれて以降、周囲から付き合った経緯を聞かれたり、応援されたりする。
インモラルルート
主人公と恋人同士になった美沙は、誰もいない教室や大通りの路地裏など、主人公ときわどい場所でのセックスを楽しむ。

### ちあきルート
純愛ルート
主人公と恋人同士になったちあきは、幼馴染だったことも周囲に明かし、甘い関係を築く。
インモラルルート
幼馴染という間柄ゆえ、二人は早い段階から互いの家へ行くようになる。

## 楓ルート
純愛ルート
もともと偽装カップルのつもりが、公認のカップルになったことで、学園中では噂となる。
インモラルルート
二人は偽装カップルの延長で、秘密の恋を楽しんでいた。

## 登場人物
赤塚 ハル（あかつか はる）
声：夏峰いろは
主人公の同級生。
名取 美沙（なとり みさ）
声：久野のぎ
主人公と同じ委員会に所属する女子生徒。いっけんすると清楚だが、実は無自覚ながらも性欲が強く、主人公のみにそれを見せる。また、やや依存気質でもある。
佐和 ちあき（さわ ちあき）
声：逢真井もこ
主人公の幼馴染。
桃内 楓（ももうち かえで）
声：北大路ゆき
主人公の後輩。元々主人公のことが好きだった。

## スタッフ
- エグゼクティブプロデューサー：亜佐美晶[3]

## 評価
「BugBug」に寄せられた体験版のレビューにおいては、体験版故個別ルートの内容を確認できないのは惜しいとしつつも、HOOKSOFTらしいテンポの良い会話と軽快なギャグにより、日常シーンを見ているだけでも面白く、Hシーンも甘くエロい内容が多く、純愛ラブコメ作品が好きな人にはお勧めと評している。